# Aventure malgache
Aventure Malgache es un cortometraje de propaganda británico de 1944, hablado en francés, dirigido por Alfred Hitchcock por encargo del Ministerio de información británico.

## Sinopsis
Antes de una función, entre bastidores, un actor les cuenta a sus compañeros de reparto sobre una aventura que vivió durante la Segunda Guerra Mundial en la colonia francesa de Madagascar controlada por las potencias del Eje, trabajando para la Resistencia y en contra de la policía local colaboracionista.

## Reparto
- Paul Bonifas - Michel
- Paul Clarus - El mismo
- Jean Dattas - Hombre detrás de Michel, leyendo un telegrama
- Andre Frere - Pierre
- Guy Le Feuvre - General
- Paulette Preney - Yvonne

## Reediciones
Milestone Films lanzó Aventure Malgache, junto con el otro cortometraje de Hitchcock en francés de 1944, Bon Voyage, en VHS y DVD.